# Mangabej kouřový
Mangabej kouřový (Cercocebus atys, také Cercocebus torquatus atys) je druh primáta z čeledi kočkodanovití (Cercopithecidae) a rodu mangabej (Cercocebus). Druh popsal Jean-Baptiste Audebert v roce 1797. Vyskytuje se na západě Afriky, žije především v různých typech lesů.

## Taxonomie
Druh patří do čeledi kočkodanovití (Cercopithecidae) a rodu mangabej (Cercocebus). Dle některých studií je řazen jako poddruh mangabeje rudohlavého (Cercocebus torquatus). Avšak kvůli geografickým bariérám, jež tyto druhy od sebe oddělují, je mangabej kouřový častěji považován za samostatný druh, který se dělí na dva poddruhy:
- Cercocebus atys atys, Audebert, 1797
- Cercocebus atys lunulatus, Temminck, 1853[2]

Mezinárodní svaz ochrany přírody hodnotí poddruhy atys a lunulatus jako dva samostatné druhy.

## Výskyt
Mangabej kouřový žije při pobřeží západní Afriky. Obývá oblast mezi Senegalem a Ghanou, například státy Burkina Faso, Pobřeží slonoviny a Sierra Leone. Populace v porovnání s původním areálem rozšíření poklesly, v Senegalu, Guineji-Bissau a v některých oblastech Guineje jsou již z velké části zaniklé. Poddruh C. a. atys se vyskytuje východně od řeky Sassandra (Pobřeží slonoviny), druh/poddruh C. a. lunulatus obývá zbývající lesy mezi řekami Sassandra a Volta (v Ghaně), a v Burkině Faso. Výskyt mangabeje kouřového se často překrývá s výskyty jiných mangabejů. Tento druh dovede žít v široké řadě lesních stanovišť (tropické deštné lesy, druhotné lesy, suché lesy, mangrovníkové porosty, lesy galeriové, bažinaté lesy, palmové lesy).
Velké množství dobře prostudovaných skupin mangabejů žije v Národním parku Taï v Pobřeží slonoviny, jenž chrání poslední zbytky původních tropických pralesů západní Afriky. Průměrný počet srážek v oblasti je 1875 mm, s nejvyššími úhrny srážek v září a říjnu, průměrná teplota dosahuje 24 °C.

## Popis
Mangabej kouřový je středně velká opice, samci měří 47–67 cm a váží 7 až 12 kg a vlastní mohutné špičáky. Samice jsou menší, měří 45–60 cm a váží 4,5–7 kg; u tohoto druhu je vyvinut pohlavní dimorfismus, ale méně výrazný než u mangabeje rudohlavého (Cercocebus torquatus). Ocas je delší než tělo a měří 40 až 80 cm. Srst má kouřové šedé zbarvení se světlejším břichem a tmavými končetinami, obličej je neosrstěný, tmavě šedě až skvrnitě zbarvený. Oční víčka mají bílé zbarvení, což slouží k vizuální komunikaci. Druh/Poddruh lunulatus se vyznačuje bílým krčním límcem.

## Chování
Mangabej kouřový je pozemní denní opice. Vytváří tlupy, v nichž může žít až přes 100 jedinců. Jedna tlupa si zabírá území 6 až 8 km2, přičemž území jednotlivých tlup se mohou překrývat. Mangabej kouřový vytváří mnohosamcové-mnohosamicové skupiny, samice bývají filopatrické, věrné domovskému území, kdežto samci se ze svých rodných skupin mohou rozptylovat. Samci v jedné tlupě buďto žijí trvale, anebo mohou období přítomnosti střídat s obdobími nepřítomnosti. Mangabej kouřový nebývá agresivní a vzájemné střety nevedou k vážnějším zraněním. Druh obyčejně žije ve společnosti jiných primátů, například s guerézou běloramennou (Colobus polykomos) nebo kočkodanem Dianiným (Cercopithecus diana). Spolupráce a sdílení stejného prostoru s jinými druhy zajišťuje lepší ochranu před predátory.
Denní režim je tvořen z asi 38,8 % krmením, z 18,5 % odpočinkem, ze 7,9 % sociálními aktivitami, z 10,3 % cestováním a z 24,5 % pátráním po potravě. Druh se živí ovocem, semeny či bezobratlými, největší část jídelníčku tvoří rostlinná potrava (uváděno je více než 98 %). Nejčastější potravou jsou ořechy ze stromu Sacoglottis gabonensis, které mohou sezónně pokrývat 25 až 80 % jídelníčku. Tvrdou skořápku opice drtí svými velkými premoláry.

### Rozmnožování
Mangabej kouřový je polygamní druh. Estrální cyklus trvá 34,5 dní, samice na připravenost se pářit upozorňuje perianálním otokem. V zajetí se druh rozmnožuje po celý rok, ve volné přírodě od května do září. Po 167 dnech (6 měsících) březosti se samici narodí průměrně jedno mládě, které nosí nejprve na břiše a poté na zádech. Mládě je odstaveno od mateřského mléka zhruba v deseti měsících života. Pohlavní dospělosti je u samic dosaženo v 55 měsících (cca 4,6 roku), u samců ve 4 letech. Ve volné přírodě se druh dožívá průměrně 18 let.
Pokud samici zemře mládě do šesti měsíců od narození, okamžitě přichází znovu do říje. Proto někteří samci mohou zabíjet samicím mláďata, aby si mohli vytvořit vlastní potomstvo. Toto chování se nazývá infanticida.

## Ohrožení
Mezinárodní svaz ochrany přírody hodnotí oba poddruhy mangabeje kouřového jako samostatné druhy. Populace atys je vedena jako zranitelná, populace lunulatus jako ohrožená.
Nebezpečí způsobuje především ztráta přirozeného prostředí a také lov pro maso (bushmeat) nebo pronásledování opic kvůli krádežím zemědělských plodin; protože se opice často krmí na zemi, mohou být snadno polapeny do pastí. Zvýšení počtu populací nabízí chov v evropských zoologických zahradách.
Mezi přirozené nepřátele patří například levharti (Panthera pardus), šimpanzi (Pan troglodytes), orli korunkatí (Stephanoaetus coronatus) a zmije gabunské (Bitis gabonica). Na jednotlivé predátory si opice vyvinuly speciální poplašné signály.